# Araguapaz
Araguapaz là một đô thị ở bang Goiás. Dân số đô thị này năm 2007 ước khoảng 7.462 người.